# Mario Cruz
Mario Alberto Cruz Fernández (* 25. März 1966) ist ein ehemaliger chilenischer Fußballspieler. Der Mittelfeldspieler bestritt zwei Länderspiele für die Nationalmannschaft Chiles.

## Karriere

### Verein
Mario Cruz spielte ab 1987 für Everton in der Primera División. 1988 wurde er Nationalspieler und erlitt im selben Jahr einen Schien- und Wadenbeinbruch, der ihn rund ein Jahr außer Gefecht setzte. Danach konnte er nicht mehr an seine bisherigen Leistungen anknüpfen. 1991 wechselte der zentrale Mittelfeldspieler Deportes Antofagasta. Seine beiden letzten Karrierejahre verbrachte Cruz bei Provincial Osorno und bei den Rangers de Talca.

### Nationalmannschaft
In der Nationalmannschaft Chiles debütierte Cruz im September 1988 beim Freundschaftsspiel gegen die Nationalmannschaft Ecuadors, als er in der 83. Spielminute für Jaime Ramírez eingewechselt wurde. Bei seinem zweiten und letzten Einsatz stand Cruz zwei Wochen später gegen Paraguay in der Startelf, wurde dann aber zur zweiten Spielhälfte ausgewechselt.